# فيرجينيا وارويك
فيرجينيا وارويك (بالإنجليزية: Virginia Warwick)‏ هي ممثلة أمريكية، (و. 1903  م).

## وصلات خارجية
- فيرجينيا وارويك على موقع IMDb (الإنجليزية)
- فيرجينيا وارويك على موقع قاعدة بيانات الفيلم (الإنجليزية)